# Марешич, Дарио
Да́рио Маре́шич (нем. Dario Marešić; родился 29 сентября 1999 года в Грац, Австрия) — австрийский футболист, защитник клуба «Истра 1961».

## Клубная карьера

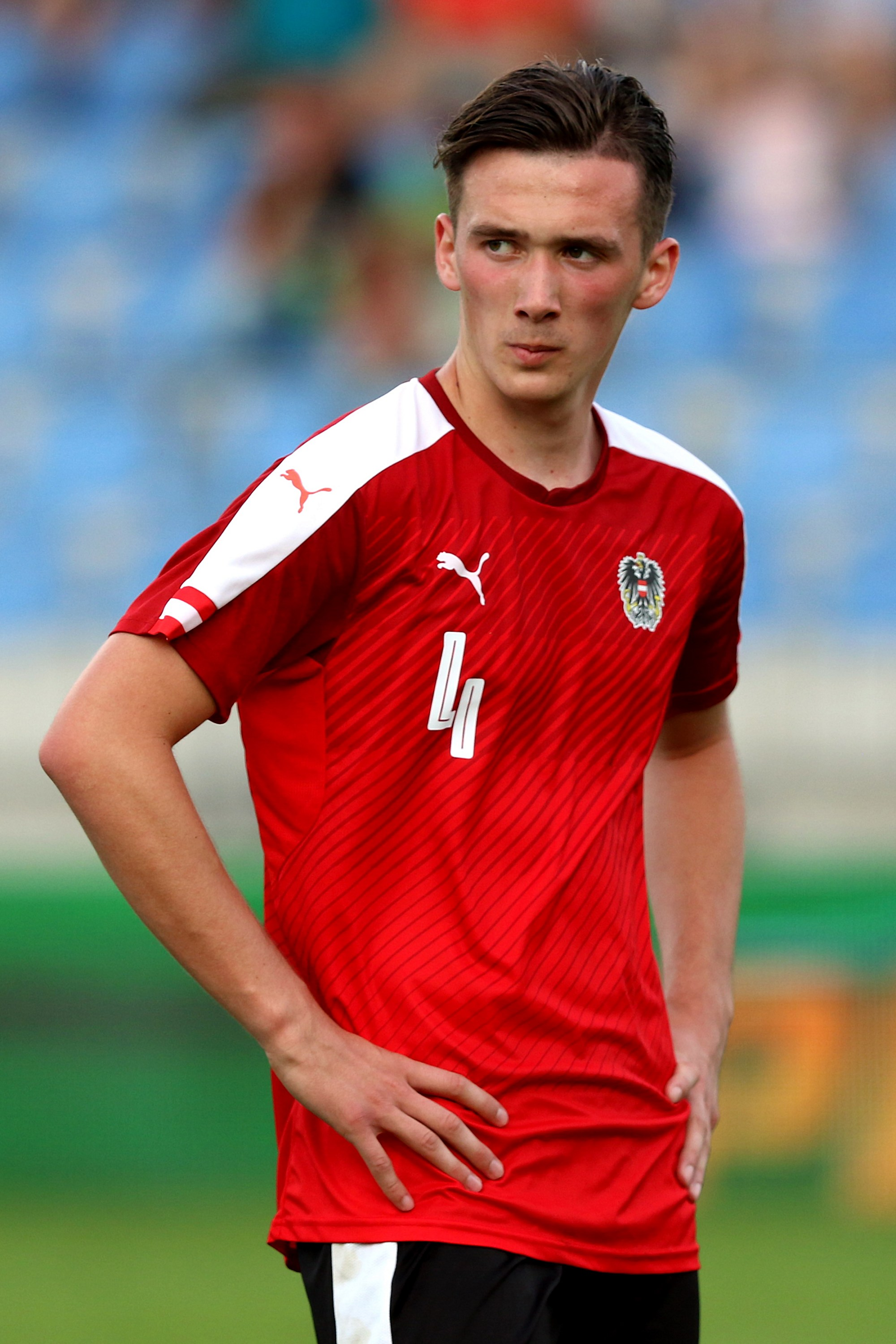
Марешич в составе молодёжной сборной Австрии

Марешич — воспитанник клуба «Штурм» из своего родного города. 9 апреля 2017 года в матче против зальцбургского «Ред Булла» он дебютировал в австрийской Бундеслиге. 3 марта 2018 года в поединке против ЛАСКа Дарио забил свой первый гол за «Штурм».

## Международная карьера
В 2016 году в составе юношеской сборной Австрии Мареcич принял участие в юношеском чемпионате Европы в Азербайджане. На турнире он сыграл в матчах против команд Боснии и Герцеговины, Украины, Германии и Португалии.
В 2019 году в составе молодёжной сборной Австрии Маресич принял участие в молодёжном чемпионате Европы в Италии. На турнире он был запасным и на поле не вышел.